# West-Thürings voetbalkampioenschap 1924/25
In 1924/25 werd het negende voetbalkampioenschap van West-Thüringen gespeeld, dat georganiseerd werd door de Midden-Duitse voetbalbond. 
SC 1912 Zella-Mehlis werd kampioen, maar het was vicekampioen Meiningen dat afgevaardigd werd voor de Midden-Duitse eindronde. De club verloor meteen van SpVgg 02 Erfurt met 8:1. 

## Gauliga
| Plaats | Club                    | Wed. | W  | G | V  | Saldo | Ptn.  |
| ------ | ----------------------- | ---- | -- | - | -- | ----- | ----- |
| 1.     | SC 1912 Zella-Mehlis    | 14   | 12 | 0 | 2  | 36:13 | 24:4  |
| 2.     | VfL Meiningen 04        | 14   | 11 | 1 | 2  | 65:17 | 23:5  |
| 3.     | VfL Mehlis 1909         | 12   | 8  | 0 | 4  | 31:20 | 16:8  |
| 4.     | FC 1905 Zella-Mehlis    | 14   | 6  | 3 | 5  | 27:32 | 15:13 |
| 5.     | FC Germania 1906 Mehlis | 12   | 4  | 3 | 5  | 33:25 | 11:13 |
| 6.     | SV 1904 Schmalkalden    | 13   | 4  | 0 | 9  | 27:40 | 8:18  |
| 7.     | SV Germania 02 Zella    | 13   | 1  | 3 | 9  | 12:38 | 5:21  |
| 8.     | VfB Germania Suhl       | 12   | 1  | 0 | 11 | 11:57 | 2:22  |

|  | Kampioen                               |
|  | Geplaatst voor Midden-Duitse eindronde |